# Tithraustes nervosus
Tithraustes nervosus är en fjärilsart som beskrevs av H.Edwards 1884. Tithraustes nervosus ingår i släktet Tithraustes och familjen tandspinnare. Inga underarter finns listade i Catalogue of Life.